# Sisyrinchium xerophyllum
Sisyrinchium xerophyllum är en irisväxtart som beskrevs av Edward Lee Greene. Sisyrinchium xerophyllum ingår i släktet gräsliljor, och familjen irisväxter. Inga underarter finns listade i Catalogue of Life.